# Susana Abaitua

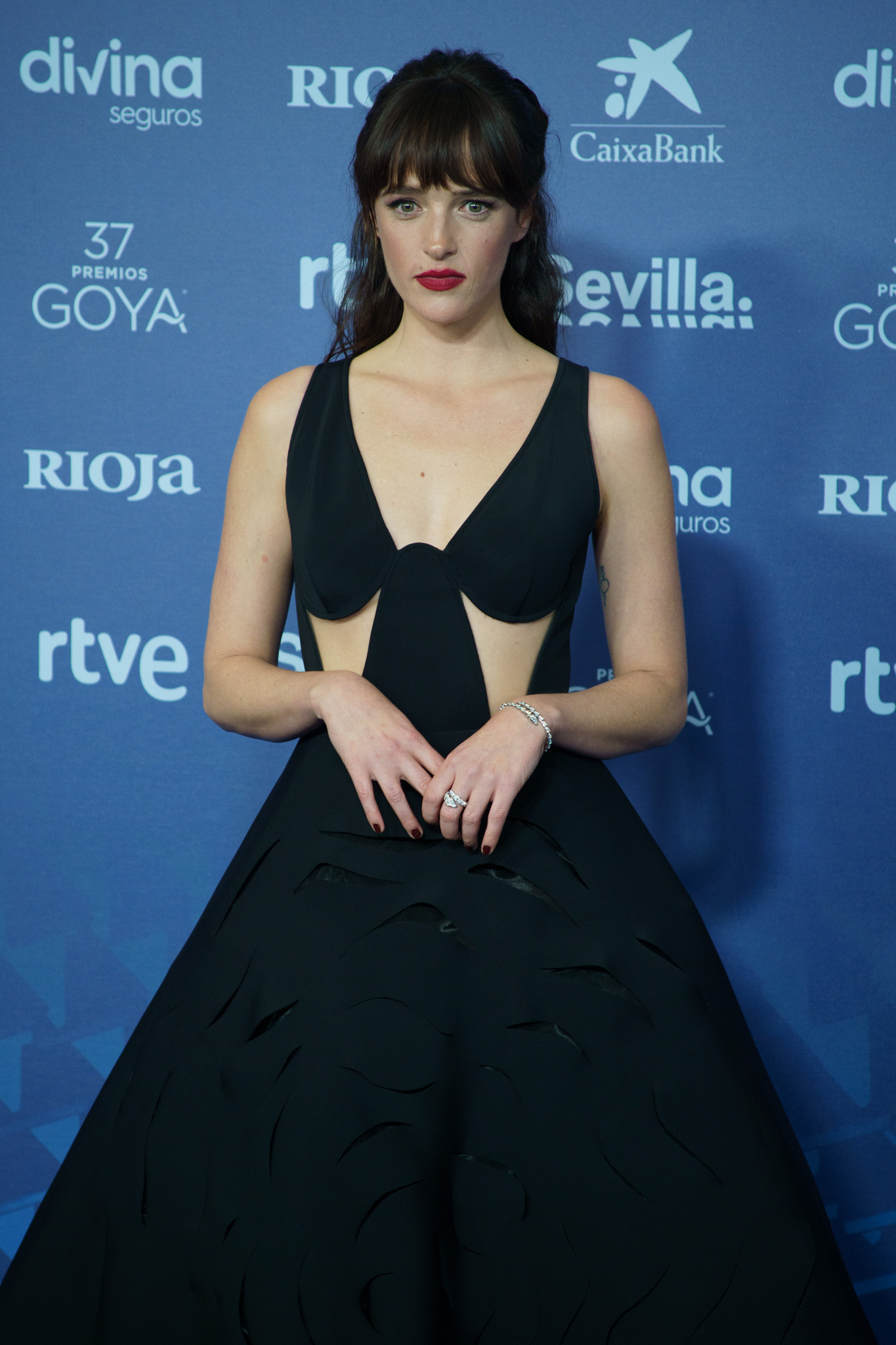
Susana Abaitua (2023)

Susana Gómez Abaitua (* 5. Oktober 1990 in Vitoria-Gasteiz) ist eine spanische Schauspielerin.

## Leben und Karriere
Abaitua wurde in Vitoria-Gasteiz geboren. Mütterlicherseits hat sie französische Wurzeln. Sie erhielt ihre Schauspielausbildung an der Estudio NAI in Madrid. Ihr Debüt gab sie 2008 in dem Film La buena nueva. Anschließend war sie 2009 in Una bala para el Rey zu sehen. Von 2010 bis 2011 bekam sie in La pecera de Eva eine Hauptrolle.
Ihren Durchbruch hatte sie 2017 mit der Rolle der Ana Saura in der Fernsehserie Sé quién eres. Im Jahr 2020 übernahm sie eine Hauptrolle in der Serie Patria.

## Filmografie (Auswahl)
Filme
- 2008: La buena nueva
- 2017: La llamada
- 2018: 70 binladens
- 2020: Los inocentes
- 2020: Estándar
- 2023: Eres tú
- 2023: Valle de sombras
- 2024: El bus de la vida
- 2024: Desmontando a Lucía
- 2025: Todo lo que no sé

Serien
- 2009: Una bala para el Rey
- 2010–2011: La pecera de Eva
- 2011: Vida loca
- 2017: Sé quién eres
- 2020: Patria
- 2023: El grito de las mariposas
- 2023: Los Farad Sara
- 2023–2024: Vestidas de Azul

## Auszeichnungen

### Nominiert
- 2018: 5. Feroz-Preis in der Kategorie „Beste Nebenrolle“[6]
- 2021: 8. Feroz-Preis in der Kategorie „Beste Nebenrolle“[7]
- 2021: 8. Platino-Preis in der Kategorie „Beste Nebenrolle“[8]